# 황혼의 사무라이
《황혼의 사무라이》(たそがれ清兵衛 다소가레 세이베[*], The Twilight Samurai)는 후지사와 슈헤이의 단편 소설 및 단편 소설집이자 이를 원작으로 2002년에 개봉된 야마다 요지 감독의 일본 영화이다.

## 줄거리
하급 사무라이 이구치 세이베이는 아내가 결핵으로 사망하면서 홀아비가 된다. 그의 아내는 세이베이가 감당할 수 없을 정도로 성대한 장례식을 치른다. 세이베이는 씨족의 재고를 관리하는 곡물 창고에서 일한다. 그의 동료들은 뒤에서 그를 다소가레(황혼)라는 별명으로 놀린다. 저녁이 되면 세이베이는 상사나 동료들과 함께 저녁 식사, 게이샤 오락, 사케를 마시는 관습적인 밤 대신 치매를 앓는 노모와 어린 두 딸 카야노와 이토를 돌보기 위해 집으로 서둘러 간다. 세이베이는 새 옷이나 월 목욕비를 쓰는 것보다 어린 딸들의 안녕과 어머니의 약이 우선이므로 씻지도 않고 머리도 깎지 않으며, 초라하게 옷을 입는 등 자신의 외모를 소홀히 한다. 어느 날, 씨족의 영주가 곡물 창고를 방문하여 재고를 검사하러 왔을 때, 그는 세이베이에게서 냄새가 나고 더럽다는 것을 알아차리고 지적하며, 이에 세이베이와 그의 상사는 극진히 사과해야 했다. 이 소식이 퍼지자 세이베이는 웃음거리가 된다. 다음 날 그의 삼촌이자 이구치 가문의 수장은 그들의 집을 방문하여 세이베이에게 화를 내며 설교한다. 영주의 아버지였다면 세이베이는 할복을 명령받았을 것이라고 말한다. 그의 삼촌은 또한 그에게 새로운 결혼을 주선하고 있다고 말하며, 새로운 아내가 그의 '비참한' 상황에 도움이 될 것이고 까다롭게 굴 수 없다고 한다. 세이베이는 만족하며 거절한다. 나중에 밤에 그는 딸들에게 어머니가 없어서 외롭냐고 묻지만, 두 딸 모두 그들이 아버지만 있다면 행복하다고 말한다.
세이베이의 어린 시절 친구이자 씨족에서 훨씬 더 높은 직급의 이누마 미치노조가 교토시에서 돌아온 후 마을로 돌아오면서 상황이 달라진다. 미치노조는 세이베이에게 변하는 시대의 예측 불가능성 때문에 황실 호위대 자리를 얻어줄 수 있다고 말한다. 세이베이는 자신이 더 이상 사무라이가 아니더라도 농부가 될 것이라고 말하며 거절한다. 미치노조는 자신의 여동생이자 세이베이의 어린 시절 친구인 토모에가 현재 자신의 집에 머물고 있다고 말한다. 미치노조의 끈질긴 설득 끝에 씨족의 영주는 토모에가 사무라이 대장의 아들인 코다와 이혼하도록 허락했다. 코다는 학대적이고 알코올 중독자였다. 세이베이는 집으로 돌아와 토모에가 자신의 집에 있는 것을 발견하고, 둘은 젊은 시절을 회상하며 이야기를 나누고 가족과 함께 저녁 식사를 한다. 토모에는 특이하다. 그녀는 어렸을 때 말괄량이였고, 성인이 되어서는 연장자의 아내에게 복종하거나 농민 축제에 참석하지 않는 것과 같은 예절에 의문을 제기한다. 토모에는 세이베이의 딸들과 함께 위안과 안식을 찾는다. 세이베이는 토모에를 집까지 바래다주는데, 그곳에서 코다가 밤중에 미치노조의 집에 술에 취해 토모에를 요구하며 난입한 것을 본다. 그는 미치노조에게 결투를 신청하고, 세이베이는 미치노조가 이길 수 없다고 믿어 미치노조를 대신하여 결투를 수락한다. 비록 씨족은 결투를 금지하며, 패자는 이미 죽었으므로 승자에게는 보통 사형이 선고된다. 미치노조는 세이베이보다 먼저 도착하여 코다를 주저하며 마주한다. 세이베이는 끼어들어 코다의 가타나에 맞서 나무 막대기만 사용하기로 결정하고 미치노조 대신 싸운다.
세이베이는 코다의 무장을 해제시키고 이걸로 끝낼 수 있는지 묻는다. 코다가 다시 검을 집어 들자 세이베이는 그를 기절시켜 둘 다의 생명을 살린다. 며칠 후, 요고 호위대장이 세이베이가 창고에서 일하는 동안 그 옆을 지나간다. 요고는 세이베이에게 코다가 세이베이에게 복수를 요청하며 자신에게 도움을 요청했다고 말한다. 세이베이에게 기술이 있다는 것을 인정한 요고는 언젠가 그들이 결투할 수 있기를 바란다. 결투 소식이 퍼지고 세이베이의 직장 동료들은 그를 별명으로 부르는 것을 그만둬야 할지 고민한다. 토모에는 이 소식을 듣고 그에게 진심이 담긴 편지를 보낸다.
미치노조와 세이베이가 낚시를 할 때, 그는 세이베이에게 자신의 여동생과 결혼하고 싶냐고 묻는다. 그녀가 많은 제안을 거절했다고 말한다. 그가 장난스럽게 세이베이를 언급했을 때 그녀는 동의했고, 미치노조는 그들이 결혼하면 자신이 막지 않을 것이며, 이는 코다에게 그녀를 시집보낸 것에 대한 속죄의 방법이라고 말한다. 세이베이는 처음에는 이누마와 토모에가 자신이 토모에에게 강한 감정을 가지고 있다고 놀리는 것 같다고 느낀다. 마치 그와 이누마, 토모에가 어렸을 때처럼 말이다. 이누마는 토모에가 세이베이에게 느끼는 감정을 알고 있으며, 세이베이가 토모에를 잘 대할 친절한 남자라고 생각하기 때문에 계속 주장한다. 그는 세이베이에게 3일 후에 도쿄도로 떠날 것이니 생각해 보라고 말한다. 세이베이는 깊은 후회 속에서 이누마의 제안을 거절한다. 자신의 열등한 사회적, 재정적 지위와 미치노조가 토모에는 자신이 무엇을 할지 아는 성인 여성이라고 항의함에도 불구하고, 토모에가 자신과 같은 비천한 사무라이와 결혼하여 가난의 짐을 나누는 것을 보고 싶지 않다고 언급한다. 세이베이는 그의 아내가 자신을 돌보는 동안 고통받았던 것에 대해 묵묵히 후회한다. 토모에처럼 그녀도 부유한 사무라이 가문 출신이었다. 그들은 멀리서 기근 때문에 두 농민의 시체가 바다에 버려지는 것을 목격하고 거기서 대화를 끝내기로 결정한다. 토모에는 카야노와 이토를 방문하는 것을 중단한다.
어느 날 밤, 세이베이는 상사에 의해 깨어난다. 상사는 씨족의 고위 관리들이 그를 요청하고 있으니 옷을 입으라고 말한다. 그들이 도착하자 씨족의 선임 세 명은 상황을 설명한다. 씨족 최고의 검객 중 한 명인 요고는 "족외 추방"당했으며 고집스럽게 할복하여 자신의 직위를 사임하기를 거부한다. 씨족의 영주가 한 달 전에 홍역으로 사망했고, 요고는 그에 따른 계승 갈등에서 패배한 편에 서게 되었다. 그와 그의 모든 부하들은 자살하라는 명령을 받았다. 요고만이 그렇게 하기를 거부했고, 이제 자신의 집에 고립되어 있으며, 이미 자신을 죽이러 온 강력한 사무라이를 죽였다. 씨족은 세이베이의 기량을 듣고, 그가 믿을 수 없을 정도로 숙련된 검객 밑에서 제자로 훈련받았고 그의 도장에서 강사였다는 것을 알게 된다. 반면 세이베이는 단순히 학생이라고 주장했었다. 그들은 세이베이에게 요고를 죽여달라고 요청하고, 성공하면 계급과 급여를 올려주겠다고 약속한다.
세이베이는 처음에는 요고와 싸우는 것을 꺼려하며, 한 달을 준비해 달라고 요청한다. 그는 인생의 어려움 때문에 진정한 검객에게 필요한 기술인 격렬함과 자신의 생명에 대한 무시를 가지고 싸우려는 모든 의지를 잃었다고 주장한다. 그들이 계속 주장하자, 그는 임무를 수행할 준비를 하는 데 이틀을 요청한다. 선임 씨족원 중 한 명은 이 답변에 분노하여 그를 씨족에서 추방하라고 명령하지만, 그의 다른 두 부하들이 그를 진정시킨다. 세이베이는 선임 구성원들이 이제 이 임무가 공식적인 씨족 명령이라고 선언한 후에 마침내 동의할 수밖에 없었다. 그들은 내일 씨족 장교가 그를 데리러 올 것이라고 말한다. 헤어질 때 세이베이는 상사에게 그가 한 모든 일에 대해 감사하고, 자신이 패배할 경우를 대비하여 마지막 작별 인사를 미리 한다. 그는 창고 동료들에게 안부를 전해달라고 말한다. 그의 상사는 최악의 상황이 발생하더라도 그의 딸들이 보살핌을 받을 수 있도록 하겠다고 약속한다.
다음 날 아침, 세이베이는 준비를 하려고 하지만, 전투 전에 사무라이 의식을 돕는 사람이 아무도 없다. 그는 유일한 하인을 토모에의 집으로 보내 그녀의 도움을 요청한다. 떠나기 전에 그는 토모에에게 결혼 제안을 거절한 이후로 계속 그녀를 생각했다고 말한다. 어렸을 때부터 그녀와 결혼하는 것이 자신의 꿈이었다고 선언하며, 둘 다 결혼했을 때도 그 꿈을 가지고 있었다고 말한다. 그는 살아 돌아오면 그녀에게 결혼을 요청하고 싶다고 말한다. 그녀는 유감스럽게도 세이베이에게 사흘 전에 아이즈 출신의 사무라이 가신인 다른 제안을 수락했다고 말한다. 바보 같다고 느낀 세이베이는 토모에에게 '어리석은' 대화는 잊으라고 말한다. 토모에는 그가 돌아올 때까지 자신의 집에서 기다리지 않을 것이지만, 그가 안전하게 돌아오기를 진심으로 바라고 기도한다고 말한다. 세이베이는 이해한다고 말하며 자신을 도와준 토모에의 너그러움에 감사한다.
요고의 집에 내려진 후, 세이베이는 집으로 들어가 어둡고 파리 떼가 들끓는 방에서 술을 마시고 있는 대상을 발견한다. 요고는 세이베이를 알아보고 앉아서 술을 마시라고 권한다. 그런 다음 그는 세이베이에게 도망칠 수 있도록 해달라고 요청한다. 그는 평생 충실히 주인을 섬겼다고 설명하고, 낭인으로 7년을 보내면서 아내와 딸도 고난 때문에 결핵으로 사망했다고 말한다. 오직 주인의 너그러움 덕분에 제대로 된 장례식을 치를 수 있었다. 요고는 세이베이에게 이 심부름으로 보상을 약속받았을 것이라고 말하고, 자신도 전 상사들을 위해 심부름을 수행했으며, 상사의 말을 씨족의 말로 받아들였다고 말한다. 세이베이는 공감하며 그들의 이야기에 더 많은 유사점을 밝힌다. 그의 아내 가족은 그녀가 비싼 장례식을 치르도록 요구했고, 세이베이는 이를 지불하기 위해 자신의 가타나를 팔아야 했다. 그의 긴 사야에는 가짜 대나무 검만 들어있다. 요고는 세이베이가 자신을 조롱한다고 생각하여 화를 낸다. 짧은 코다치는 사무라이가 아닌 일반인도 휴대할 수 있기 때문이다. 세이베이는 자신이 여전히 가지고 다니는 짧은 검으로 훈련받았다고 설명하지만, 요고는 진정되지 않는다.
세이베이의 코다치 싸움 방식은 요고의 일도류 (긴 검) 검술에 맞서 강렬한 근접 결투를 펼친다. 세이베이는 여러 번 베이고 요고에게 도망칠 기회를 주지만, 요고는 공격을 계속한다. 세이베이는 마침내 요고의 긴 검이 서까래에 걸리자 그를 죽인다. 부상에도 불구하고 세이베이는 절뚝거리며 집으로 돌아온다. 카야노와 이토는 그를 보자마자 마당으로 달려와 행복해한다. 토모에는 여전히 집에 남아 기다리고 있다. 그들은 감격적인 재회를 한다.
수년 후의 짧은 에필로그에서, 세이베이의 어린 딸 이토는 이제 노인이 되어 세이베이와 토모에의 무덤을 방문한다. 그녀는 그들이 결혼했지만 그들의 행복은 오래가지 못했다고 설명한다. 그는 3년 후 일본의 마지막 내전인 보신 전쟁에서 그의 씨족이 전 쇼군을 지지한 후 총에 맞아 사망했다. 토모에는 세이베이의 딸들이 결혼할 때까지 돌보았다. 이토는 아버지와 함께 일했던 많은 사람들로부터 다소가레 세이베이가 매우 불운한 인물, 전혀 운이 없는 가장 비참한 사무라이였다는 말을 자주 들었다. 이토는 동의하지 않는다. 그녀의 아버지는 특별한 사람이 되려는 야망이 전혀 없었다. 그는 두 딸을 사랑했고, 자신의 삶에 만족했으며, 이른 죽음에도 불구하고 충실히 살았고, 아름다운 토모에에게 사랑받았다.

## 출연진
- 이구치 세이베 - 사나다 히로유키
- 이구치 가야노 - 이토 미키
- 이구치 이토 - 하시구치 에리나
- 이누마 도모에 - 미야자와 리에
- 이누마 미치노조 - 후키코시 미쓰루
- 고다 도요타로 - 오스기 렌
- 요고 젠에몬 - 다나카 민
- 구사카 조베이 - 고바야시 넨지
- 리누마 야에 - 후카우라 카나코
- 나오타 - 칸베 히로시
- 이구치 키누 - 쿠사무라 레이코
- 타나카 세츠코
- 타나카 테루히코
- 요시다 켄지
- 야마자키 타카시
- 데라우치 곰베이 - 나카무라 바이자쿠
- 사카구치 - 사토 마사히로
- 토자에몬의 임시 병사 - 사쿠라이 센리
- 가와나미 - 키타야마 마사야스
- 오츠카 시치주로 - 오미 토시노리
- 요고 제네몬 - 타나카 민
- 늙은 이구치 이토 - 키시 케이코
- 이구치 토자에몬 - 탄바 테츠로
- 호리 쇼겐 - 아라시 케이치
- 야자키 - 아카츠카 마코토
- 나카무라 킨노스케

## 기타
- 수입사 :  아이비전 엔터테인먼트